# Сеченовский сельсовет
Сеченовский сельсовет — сельское поселение в Сеченовском районе Нижегородской области. Административный центр — село Сеченово.

## История
Статус и границы сельского поселения установлены Законом Нижегородской области от 15 июня 2004 года № 60-З «О наделении муниципальных образований - городов, рабочих посёлков и сельсоветов Нижегородской области статусом городского, сельского поселения».
Законом Нижегородской области от 28 августа 2009 года № 157-З сельские поселения Алферьевский сельсовет, Красновский сельсовет и Сеченовский сельсовет объединены в сельское поселение Сеченовский сельсовет.

## Население
| 2002  | 2010  | 2012  | 2013  | 2014  | 2015  | 2016  |
| ----- | ----- | ----- | ----- | ----- | ----- | ----- |
| 8031  | ↘7774 | ↘7741 | ↘7713 | ↘7614 | ↘7576 | ↗7590 |
| 2017  | 2018  | 2019  | 2020  | 2021  |       |       |
| ↘7568 | ↗7588 | ↘7552 | ↘7513 | ↗7710 |       |       |

## Состав сельского поселения
| № | Населённый пункт       | Тип населённого пункта       | Население |
| - | ---------------------- | ---------------------------- | --------- |
| 1 | Алферьево              | село                         | ↘585      |
| 2 | Бахаревка              | село                         | ↘162      |
| 3 | Красное                | село                         | ↘260      |
| 4 | Малинов Куст           | деревня                      | ↗25       |
| 5 | Мамлейка               | село                         | ↗599      |
| 6 | Сеченово               | село, административный центр | ↗5428     |
| 7 | Синяковка              | деревня                      | ↘117      |
| 8 | Теплостанского совхоза | посёлок                      | ↘408      |
| 9 | Ясное                  | село                         | ↘355      |